# Prefettura apostolica di Jian'ou
La prefettura apostolica di Jian'ou (in latino: Praefectura Apostolica Kienovensis) è una sede della Chiesa cattolica in Cina. Nel 1950 contava 1.450 battezzati su 701.676 abitanti. La sede è vacante.

## Territorio
La prefettura apostolica comprende parte della provincia cinese di Fujian.
Sede prefettizia è la città di Jian'ou.

## Storia
La missione sui iuris di Kienning fu eretta il 6 maggio 1931 con il breve Quae ad religionis di papa Pio XI, ricavandone il territorio dal vicariato apostolico di Foochow (oggi arcidiocesi di Fuzhou).
L'8 gennaio 1938 in virtù della bolla Si pusillus dello stesso papa Pio XI la missione sui iuris è stata elevata a prefettura apostolica e ha assunto il nome attuale.

## Cronotassi dei vescovi
Si omettono i periodi di sede vacante non superiori ai 2 anni o non storicamente accertati.
- Paul Adam Curran, O.P. † (18 marzo 1932 - 18 gennaio 1937 dimesso)
- William Ferrer Cassidy, O.P. † (21 gennaio 1937 - 8 gennaio 1938 dimesso)
- Micheal Augustin O'Connor, O.P. † (4 maggio 1938 - 9 gennaio 1941 dimesso)
- Paul Adam Curran, O.P. † (2 luglio 1948 - 23 settembre 1953 deceduto)
  - Sede vacante (dal 1953)

## Statistiche
La prefettura apostolica nel 1950 su una popolazione di 701.676 persone contava 1.450 battezzati, corrispondenti allo 0,2% del totale.
| anno | popolazione | popolazione | popolazione | presbiteri | presbiteri | presbiteri | presbiteri                | diaconi | religiosi | religiosi | parrocchie |
| anno | battezzati  | totale      | %           | numero     | secolari   | regolari   | battezzati per presbitero | diaconi | uomini    | donne     | parrocchie |
| ---- | ----------- | ----------- | ----------- | ---------- | ---------- | ---------- | ------------------------- | ------- | --------- | --------- | ---------- |
| 1950 | 1.450       | 701.676     | 0,2         | 15         | 2          | 13         | 96                        |         |           | 9         | 6          |